# Bomshathalli, Yadgir
Bomshathalli là một làng thuộc tehsil Yadgir, huyện Gulbarga, bang Karnataka, Ấn Độ.